# Николай Алгафари
Николай Нидал Алгафари е български политик от ГЕРБ. Народен представител от коалиция „ГЕРБ – СДС“ в XLVIII народно събрание. Заемал е ръководна функция в Българската федерация по билярд.

## Биография
Николай Алгафари е роден на 11 януари 1995 г. в град София, България. Той е син на Нидал и Мадлен Алгафари. Записва висше със специалност „Бизнес администрация и предприемачество“ в Нов български университет.
През юли 2021 г. става член на ГЕРБ.